# Aleksinsky (huyện)
Huyện Aleksinsky (tiếng Nga: ? райо́н) là một huyện hành chính tự quản (raion), của Tỉnh Tula, Nga. Huyện có diện tích 897 km². Trung tâm của huyện đóng ở Aleksin.